# العلاقات السويدية التونسية
العلاقات السويدية التونسية هي العلاقات الثنائية التي تجمع بين السويد وتونس.

## مقارنة بين البلدين
هذه مقارنة عامة ومرجعية للدولتين:
| وجه المقارنة                                              | السويد                                                                               | تونس                                       |
| --------------------------------------------------------- | ------------------------------------------------------------------------------------ | ------------------------------------------ |
| المساحة (كم2)                                             | 450.30 ألف                                                                           | 163.61 ألف                                 |
| عدد السكان (نسمة)                                         | 10.16 مليون                                                                          | 11.53 مليون                                |
| الكثافة السكانية (ن./كم²)                                 | 22.56                                                                                | 70.47                                      |
| العاصمة                                                   | ستوكهولم                                                                             | تونس                                       |
| اللغة الرسمية                                             | اللغة السويدية، لغات السامي، اللغة الفنلندية، منكيلي، اللغة الرومنية، اللغة اليديشية | اللغة العربية                              |
| العملة                                                    | كرونة سويدية                                                                         | دينار تونسي                                |
| الناتج المحلي الإجمالي (بليون دولار)                      | 538.04 مليار                                                                         | 40.26 مليار                                |
| الناتج المحلي الإجمالي (تعادل القوة الشرائية) بليون دولار | 469.01 مليار                                                                         | 129.05 مليار                               |
| الناتج المحلي الإجمالي الاسمي للفرد دولار أمريكي          | 50.58 ألف                                                                            | 3.87 ألف                                   |
| الناتج المحلي الإجمالي للفرد دولار أمريكي                 | 45.30 ألف                                                                            | 11.44 ألف                                  |
| مؤشر التنمية البشرية                                      | 0.907                                                                                | 0.721                                      |
| رمز المكالمات الدولي                                      | +46                                                                                  | +216                                       |
| رمز الإنترنت                                              | .se                                                                                  | .tn                                        |
| المنطقة الزمنية                                           | توقيت وسط أوروبا، ت ع م+01:00، ت ع م+02:00، أوروبا/ستوكهولم ‏                         | ت ع م+01:00، توقيت وسط أوروبا، ت ع م+02:00 |

## مدن متوأمة
في ما يلي قائمة باتفاقيات التوأمة بين مدن سويدية وتونسية:
- ترتبط ستوكهولم مع تونس باتفاقية توأمة.

## منظمات دولية مشتركة
يشترك البلدان في عضوية مجموعة من المنظمات الدولية، منها:
| علم المنظمة | اسم المنظمة                               | تاريخ انضمام السويد | تاريخ انضمام تونس |
| ----------- | ----------------------------------------- | ------------------- | ----------------- |
|             | يونسكو                                    | 23 يناير 1950       | 8 نوفمبر 1956     |
|             | الفريق المعني برصد الأرض                  | ?                   | ?                 |
|             | مؤسسة التمويل الدولية                     | 20 يوليو 1956       | 25 يوليو 1962     |
|             | المركز الدولي لتسوية المنازعات الاستشارية | 28 يناير 1967       | 14 أكتوبر 1966    |
|             | منظمة حظر الأسلحة الكيميائية              | ?                   | ?                 |
|             | مؤسسة التنمية الدولية                     | 24 سبتمبر 1960      | 30 ديسمبر 1960    |
|             | منظمة التجارة العالمية                    | 1995                | ?                 |
|             | وكالة ضمان الاستثمار متعدد الأطراف        | 12 أبريل 1988       | 7 يونيو 1988      |
|             | الاتحاد الدولي للاتصالات                  | 1866                | 14 ديسمبر 1956    |
|             | منظمة الشرطة الجنائية الدولية             | ?                   | ?                 |
|             | الاتحاد البريدي العالمي                   | ?                   | ?                 |
|             | الأمم المتحدة                             | 19 نوفمبر 1946      | 12 نوفمبر 1956    |
|             | البنك الدولي للإنشاء والتعمير             | 31 أغسطس 1951       | 14 أبريل 1958     |
|             | المنظمة الهيدروغرافية الدولية             | ?                   | ?                 |
|             | البنك الإفريقي للتنمية                    | ?                   | ?                 |

## أعلام
هذه قائمة لبعض الشخصيات التي تربطها علاقات بالبلدين:
- الأزهر بوعوني (سياسي من تونس، 2 أبريل 1948 – 14 أكتوبر 2017)
- جوسيف يوهانسون (مغني سويدي، 10 يونيو 1993 – )
- سباستيان إنغروسو (20 أبريل 1983 – )
- كريم مرابطي (لاعب كرة قدم سويدي، 20 مايو 1994[27] – )
- ياسمين غربي (ممثلة سويدية، 9 أكتوبر 1970[28] – )

## وصلات خارجية
- موقع وزارة الخارجية السويدية
- موقع وزارة الخارجية التونسية